# Європейська асоціація герніологів
Європейська асоціація герніологів (англ. European Hernia Society) — європейське недержавне медичне товариство, яке займається вивченням та впровадженням стандартів у хірургічному лікуванні гриж. Об'єднує більше 1000 членів у 38 країнах, включає 19 національних осередків, включно з українським.

## Історія
Заснована 15 червня 1979 року у Франції групою хірургів. Діяльність організації спрямована на покращення хірургічного лікування пацієнтів з грижами передньої черевної стінки.
Журнал HERNIA, Journal of Hernia and Abdominal Wall Surgery, офіційний журнал GREPA та AHS (Американського товариства гриж), був заснований у 1997 році з метою поширення наукової роботи GREPA та інших національних і міжнародних товариств на міжнародному рівні. Асоціація товариства з цим журналом була понижена видавцем до рівня «афіліації» у 2018 році.
У 1998 році назва GREPA була змінена на Європейське грижове товариство — GREPA, але незабаром скорочена до EHS-GREPA. У 1999 році було створено веб-сайт herniaweb.com, який у 2002 році було змінено на hwww.herniaweb.org, а згодом на поточну веб-адресу.
За ініціативи асоціації щороку проводиться з'їзд хірургів-герніологів в різних містах Європи. У 2018 році такий вперше відбувся в Україні, у Львові. У 2021 році назву компанії змінили на EHS, провівши ребрендинг.

### Українська асоціація хірургів-герніологів
Українська асоціація хірургів-герніологів була утворена в 2003 році.
З 2013-го — повноправний член Європейської асоціації.
До асоціації, зокрема, входять професори І. Герич, Л. Білянський, В. Мамчич, С. Піотрович, Я. Фелештинський, доценти В. Галюк, О. Лерчук, М. Сербул.
Президент асоціації — професор Ярослав Фелештинський.
Веде активну міжнародну діяльність.
Асоціація — організатор низки українських і міжнародних наукових конференцій з питань хірургії гриж живота.